# Паніковець (Брянська область)
Паніковець (рос. Паниковец) — село в Вигоницькому районі Брянської області Російської Федерації.
Населення становить 25 осіб. Входить до складу муніципального утворення Кокінське сільське поселення.

## Історія
Від 2005 року входить до складу муніципального утворення Кокінське сільське поселення.

## Населення
| 2010 | 2013 |
| ---- | ---- |
| 31   | ↘25  |